# Cnephalocotes
Cnephalocotes es un género de arañas araneomorfas de la familia Linyphiidae. Se encuentra en la zona paleártica y Hawái.

## Lista de especies
Según The World Spider Catalog 12.0:
- Cnephalocotes obscurus (Blackwall, 1834)
- Cnephalocotes simpliciceps Simon, 1900
- Cnephalocotes tristis Denis, 1954